# European Computer Driving Licence

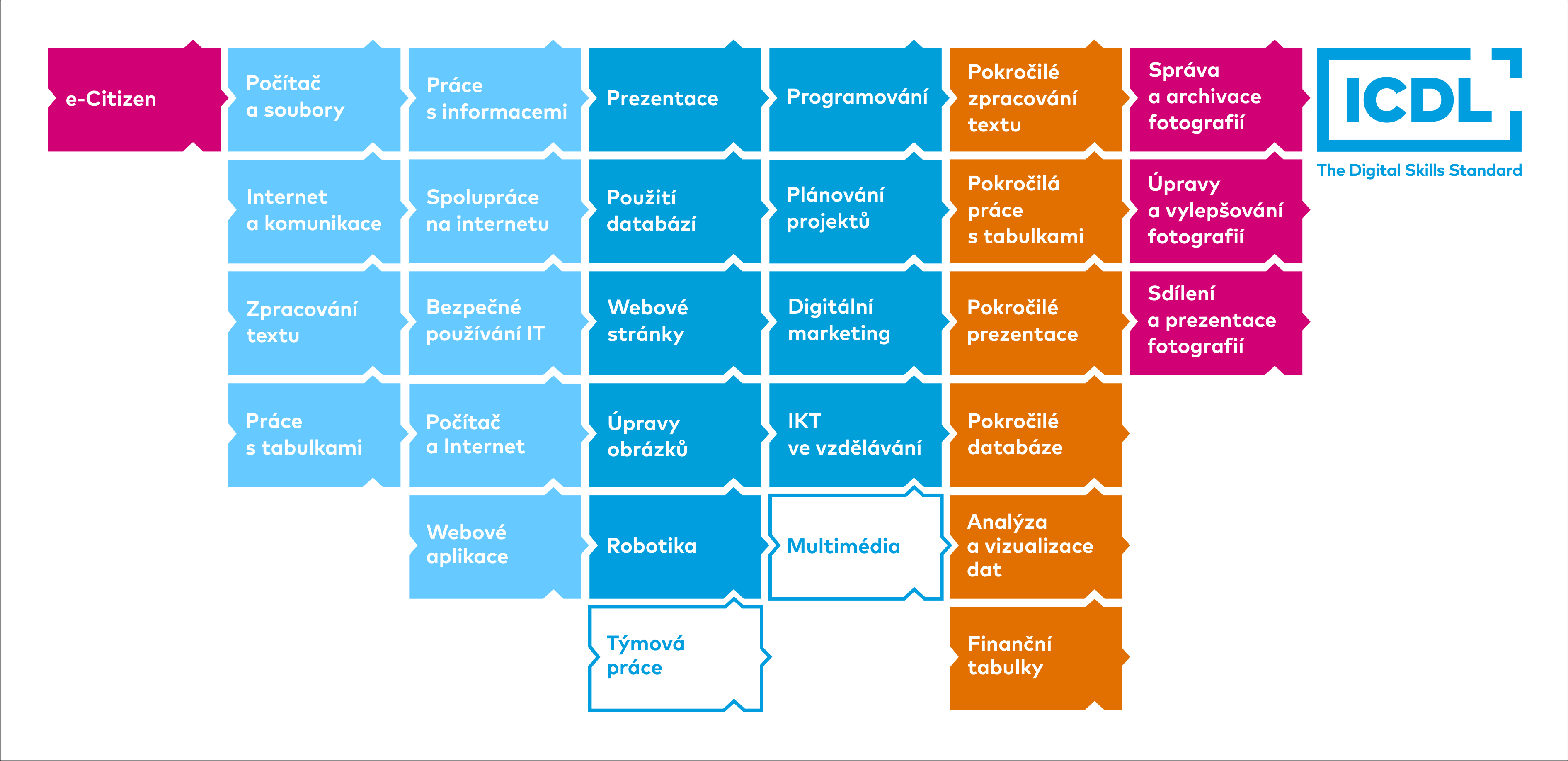
Moduly ECDL 2022

Původem evropský projekt ECDL (European Certification of Digital Literacy, dříve European Computer Driving Licence) představuje dnes již celosvětově rozšířený vzdělávací a certifikační koncept v oblasti digitálních technologií, který díky své kvalitě dosáhl trvalé udržitelnosti. Nově je koncept mezinárodně označován zkratkou ICDL (International Certification of Digital Literacy).
Přínos konceptu ECDL / ICDL spočívá zejména v tom, že prostřednictvím mezinárodně jednotných sylabů definuje vzdělávací obsah, který odráží aktuální potřeby trhu práce a běžného života jedince ve společnosti, a to zejména v oblasti přenositelných digitálních znalostí a dovedností, a současně nabízí mezinárodně uznávanou, standardizovanou, objektivní a nezávislou metodu ověřování výsledků vzdělávání (tzv. ECDL zkoušky).
Koncept ECDL / ICDL svým rozsahem pokrývá prakticky všechny oblasti, ve kterých se digitální technologie v běžném životě využívají. Zahrnuje celou škálu vzdělávacích a certifikačních programů v oblasti digitálních kompetencí, od programů pro žáky a studenty základních a středních škol, přes programy pro zaměstnané, nezaměstnané nebo digitálně vyloučené osoby, až po programy určené široké veřejnosti nebo naopak pro odborníky z různých oborů.
Ověřování digitálních znalostí a dovedností probíhá formou praktických zkoušek v reálném prostředí s využitím běžných stolních počítačů, notebooků, tabletů či mobilních telefonů, různých operačních systémů, běžně používaných aplikací, lokálních sítích a internetu.
Úspěšní absolventi ECDL / ICDL zkoušek mohou získat celou škálu mezinárodně uznávaných certifikátů, které dokládají dosažení určité úrovně kvalifikace pro práci s digitálními technologiemi. ECDL / ICDL certifikáty jsou již řadu let nejen státy Evropské unie doporučovány a používány de facto jako mezinárodní standard.

## Garance kvality
Garanty jednotné vypovídací schopnosti ECDL / ICDL certifikátů a kvality celého konceptu ECDL / ICDL jsou nadnárodní organizace Council of European Professional Informatics Societies (CEPIS) sdružující odborníky v oblasti počítačových věd a ICDL Foundation (do roku 2018 ECDL Foundation), nezisková nadace založená v Irsku v roce 1997 za podpory Evropské komise za účelem koordinace, podpory a rozvoje konceptu ECDL ve světě.
Licenci pro šíření konceptu ECDL v České republice získala v roce 1999 Česká společnost pro kybernetiku a informatiku (ČSKI), členka CEPIS. ČSKI je nezisková organizace (profesní občanské sdružení), která ručí za kvalitu konceptu ECDL / ICDL v ČR. Za účelem zajištění činností spojených s provozem a šířením tohoto konceptu ustanovila ČSKI pracovní skupinu pro rozvoj digitální gramotnosti (ECDL-CZ), kterou v rámci své firemní společenské odpovědnosti zásadní měrou podporuje významná česká technologická společnost CertiCon a.s.
ECDL / ICDL zkoušky lze skládat pouze u vzdělávacích organizací, resp. testovacích středisek k tomu účelu akreditovaných příslušným národním licenciátem, a to prakticky ve kterékoli zemi na světě. Vyhodnocování výsledků ECDL /ICDL zkoušek mohou provádět pouze speciálně vyškolení a pro tento účel akreditovaní testeři.

## Celosvětový standard
Koncept ECDL vznikl v západní Evropě s cílem stanovit minimální rozsah a hloubku digitálních znalostí a dovedností potřebných pro účelné, efektivní a bezpečné využívání digitálních technologií, a současně vyvinout standardizovaný, objektivní a nezávislý způsob jejich ověřování.
V listopadu 2001 vrcholná skupina expertů (zástupců členských zemí EU) ESDIS (Employment and Social Dimension of the Information Society), doporučila Evropské komisi přijmout koncept ECDL jako celoevropské schéma certifikace základních IT dovedností. Mezinárodně definovaný vzdělávací obsah a jednotný způsob provádění praktických zkoušek se rychle staly standardem nejen v mnoha zemích Evropy, ale i celého světa.
Řada významných národních i nadnárodních společností integrovala principy konceptu ECDL / ICDL do vzdělávacích programů svých zaměstnanců. Orgány a instituce státní správy v celé řadě zemí (nejen v EU) využívají měřitelnost digitálních kompetencí konceptu ECDL / ICDL jako zdroj informací pro další vzdělávání svých úředníků i jako nástroj personální politiky. Tisíce škol všech stupňů v rámci mnoha zemí světa pak vyučují dle ECDL / ICDL sylabů a ověřují nabyté znalosti a dovednosti formou ECDL / ICDL zkoušek – získané certifikáty pak pomáhají absolventům škol při vstupu na trh práce. Často je koncept ECDL / ICDL ve světě využíván ministerstvy školství jako nástroj pro digitální vzdělávání pedagogů. Řada členských zemí využívá koncept ECDL / ICDL jako nezávislý nástroj pro měření výsledků rekvalifikačních procesů.
Prudký rozvoj digitálních technologií donutil po roce 2014 Evropskou komisi k novému zmapování existujících vzdělávacích systémů a standardů v oblasti digitálních kompetencí obyvatelstva. Výsledkem bylo vytvoření univerzálního vzdělávacího rámce DIGCOMP. Koncept ECDL / ICDL byl jedním z nejvýznamnějších systémů, které byly v rámci projektu DIGCOMP vyhodnocovány a byl shledán jako velmi dobrý příklad, jak rámec DIGCOMP v praxi naplňovat.
Aktuální informace o použití konceptu ECDL / ICDL v různých zemích světa i oborech lidské činnosti je možné získat na oficiálních stránkách ICDL Foundation.

## Certifikační zkoušky / moduly dostupné v ČR
Základní moduly ECDL / ICDL:
- M15 - Vyhledávání, vyhodnocování a zpracování informací z internetu (Information Literacy)
- M14 - Spolupráce a výměna informací na internetu (Online Collaboration)
- M12 - Bezpečné používání informačních technologií (IT Security)
- M7 - Práce s internetem a komunikace (Online Essentials)
- M27 - Práce s počítačem a internetem (Computer&Online Essentials)
- M346 - Práce s webovými aplikacemi (Application Essentials)
- M4 - Práce s tabulkami (Spreadsheets)
- M3 - Zpracování textu (Word Processing)
- M2 - Práce s počítačem a správa souborů (Computer Essentials)

Standardní moduly ECDL / ICDL:
- M19 - Robotika (Robotics)
- M17 - Využívání digitálních technologií v marketingu (Digital Marketing)
- M16 - Informatické myšlení a programování (Computing)
- M13 - Plánování projektů (Project Planning)
- M10 - Tvorba webových stránek (Web Editing)
- M9 - Úpravy digitálních obrázků (Image Editing)
- M6 - Prezentace (Presentation)
- M5 - Použití databází (Using Databases)

Pokročilé moduly ECDL / ICDL:
- AM8 - Analýza a vizualizace dat (Data Analytics)
- AM7 - Finanční tabulky (Financial Spreadsheets)
- AM6 - Pokročilé prezentace (Advanced Presentation)
- AM5 - Pokročilé použití databází (Advanced Databases)
- AM4 - Pokročilá práce s tabulkami (Advanced Spreadsheets)
- AM3 - Pokročilé zpracování textu (Advanced Word Processing)

Ostatní moduly ECDL / ICDL:
- e-Citizen
- DF1 - Správa a archivace digitálních fotografií
- DF2 - Úpravy a vylepšování digitálních fotografií
- DF3 - Sdílení a prezentace digitálních fotografií

## Certifikáty ECDL
Certifikát ECDL (ECDL Certificate) - nejstarší mezinárodně platný certifikát patřící do programu ECDL Core. Dokládá, že držitel tohoto certifikátu je digitálně kvalifikovaný, tj. že má nejméně takové digitální znalosti a dovednosti, které jsou potřebné pro vstup na trh práce..
Certifikát ECDL Start (ECDL Start Certificate) je základní mezinárodně platný certifikát patřící do programu ECDL Core. Dokládá, že držitel tohoto certifikátu je digitálně gramotný, tj. že má nejméně takové digitální znalosti a dovednosti, které jsou nezbytné pro běžný kvalitní život v prostředí digitálních technologií.
Certifikát ECDL Profile (ECDL Profile Certificate) – relativně nový typ mezinárodně platného certifikátu, který má univerzální, resp. průřezový charakter. K datu vystavení obsahuje aktuální výčet všech úspěšně absolvovaných zkoušek konceptu ECDL / ICDL, a to nezávisle na tom, do kterého programu je zkouška standardně zařazena. Certifikát ECDL Profile dokládá znalostní a dovednostní profil svého držitele.
Certifikát ECDL Advanced (ECDL Advanced Certificate) – mezinárodně platný certifikát patřící do programu ECDL Advanced. Dokládá, že držitel tohoto certifikátu má profesionální uživatelské znalosti a dovednosti a je v oblasti uvedené na certifikátu plně připraven pro trh práce.
Certifikát ECDL Expert (ECDL Expert Certificate) – mezinárodně platný certifikát patřící do programu ECDL Advanced. Dokládá, že držitel tohoto certifikátu má profesionální uživatelské znalosti a dovednosti v oblasti nejpoužívanějších kancelářských aplikací a je plně připraven pro trh práce.
Certifikát Digitální fotografie (Digital Photography Certificate) – mezinárodně platný certifikát patřící do českého národního programu Digital Photography, resp. do skupiny národních programů ECDL Endorsed. Dokládá, že držitel tohoto certifikátu má komplexní znalosti a dovednosti v oblasti digitální fotografie.
Certifikát e-Citizen (e-Citizen Certificate) – mezinárodně platný certifikát dříve patřící do samostatného programu e-Citizen, nově do programu ICDL Digital Citizen. Dokládá, že držitel tohoto certifikátu prošel úspěšně motivačním a vzdělávacím kurzem e-Citizen a že má základní představu o možnostech digitálních technologií pro řešení běžných životních situací.
Certifikát Digital Literacy (ICDL Profile Digital Literacy Certificate) je zcela nový mezinárodně platný certifikát patřící do programu ICDL Workforce. Dokládá, že držitel tohoto certifikátu je digitálně gramotný, tj. že má nejméně takové digitální znalosti a dovednosti, které jsou nezbytné pro běžný kvalitní život v prostředí digitálních technologií.
Certifikát Create & Collaborate (ICDL Profile Create & Collaborate Certificate) je zcela nový mezinárodně platný certifikát patřící do programu ICDL Digital Student. Dokládá, že držitel tohoto certifikátu má takové digitální znalosti a dovednosti, které jsou nezbytné pro efektivní týmovou spolupráci ve školách, moderních obchodních společnostech, výrobních firmách i veřejných institucích.
Certifikát Compute & Code (ICDL Profile Compute & Code Certificate) je zcela nový mezinárodně platný certifikát patřící do programu ICDL Digital Student. Dokládá, že držitel tohoto certifikátu má takové digitální znalosti a dovednosti, které jsou nezbytné pro efektivní týmovou spolupráci ve školách, moderních obchodních společnostech, výrobních firmách i veřejných institucích.